# Bisbat de Maldonado-Punta del Este
El bisbat de Maldonado-Punta del Este (llatí: Dioecesis Maldonadensis-Orientalis Orae) és una demarcació eclesiàstica de l'Uruguai sufragània de l'arquebisbat metropolità de Montevideo. El seu origen és del segle xx amb capital a la ciutat de Maldonado.

## Territori
Amb una superfície de 13.000 km², el bisbat es correspon amb el territori dels departaments de Maldonado – llevat del municipi d'Aiguá (bisbat de Minas) – i de Rocha – excepte el municipi de Lascano.
La seu del bisbat és la ciutat de Maldonado, on es troba la catedral de Sant Ferran (castellà: San Fernando).
El territori se subdivideix en 15 parròquies.

## Història
El bisbat de Maldonado-Punta del Este va ser establert el 10 de gener de 1966, a partir del bisbat de Minas.

## Bisbes destacats
- Antonio Corso † (26 de febrer de 1966 – 25 de març de 1985)
- Rodolfo Pedro Wirz Kraemer, des del 9 de novembre de 1985

## Estadístiques
Segons les dades del cens de 2004, el bisbat tenia una població aproximada de 180.000 habitants, 160.000 batejats, és a dir, el 88,9% del total.
| any  | població | població | població | sacerdots | sacerdots       | sacerdots       | sacerdots             | diàques | religiosos | religiosos | parroquies |
| ---- | -------- | -------- | -------- | --------- | --------------- | --------------- | --------------------- | ------- | ---------- | ---------- | ---------- |
| any  | batejats | total    | %        | total     | clergat secular | clergat regular | batejats por sacerdot | diàques | homes      | dones      |            |
| 1966 | ?        | 150.000  | ?        | 16        | 10              | 6               | ?                     |         |            |            | 12         |
| 1970 | ?        | 100.000  | ?        | 15        | 8               | 7               | ?                     |         | 11         | 70         | 11         |
| 1976 | 99.110   | 110.000  | 90,1     | 16        | 6               | 10              | 6.194                 |         | 16         | 60         | 11         |
| 1980 | 107.800  | 113.900  | 94,6     | 18        | 8               | 10              | 5.988                 |         | 14         | 55         | 11         |
| 1990 | 158.000  | 179.000  | 88,3     | 19        | 9               | 10              | 8.315                 | 1       | 13         | 40         | 14         |
| 1999 | 153.000  | 168.000  | 91,1     | 19        | 12              | 7               | 8.052                 | 3       | 8          | 26         | 15         |
| 2000 | 155.000  | 175.000  | 88,6     | 17        | 12              | 5               | 9.117                 | 3       | 6          | 33         | 15         |
| 2001 | 175.000  | 185.000  | 94,6     | 15        | 11              | 4               | 11.666                | 3       | 5          | 33         | 15         |
| 2002 | 177.000  | 190.000  | 93,2     | 16        | 11              | 5               | 11.062                | 3       | 8          | 29         | 15         |
| 2003 | 165.000  | 185.000  | 89,2     | 15        | 10              | 5               | 11.000                | 3       | 8          | 30         | 15         |
| 2004 | 160.000  | 180.000  | 88,9     | 14        | 9               | 5               | 11.428                | 12      | 10         | 25         | 15         |